# Kurt Junghanns
Kurt Junghanns (* 29. August 1908 in Dresden; † 2. Dezember 2006 in Berlin) war ein deutscher Architekt und Architekturhistoriker. Besondere Verdienste erwarb er sich als Bruno-Taut-Forscher.

## Leben und Wirken
Kurt Junghanns wurde 1908 als Sohn eines Bauunternehmers in Dresden geboren und besuchte nach der Volksschule von 1919 bis zum Abitur 1928 das dortige König-Georg-Gymnasium (Georgianum). Im Anschluss nahm er ein Architekturstudium an der Technischen Hochschule Dresden auf. Daneben sammelte er praktische Erfahrungen als Bauführer an der Zwingerbauhütte und betrieb bauhistorische Forschungen. In dieser Zeit schloss er sich der freisozialistischen Studentengruppe an.
Um 1930 wirkte er bei der politisch aktiven Gruppe um den Maler Hans Grundig mit, die sich gegen die nationalsozialistische Propaganda richtete. Die Mitgliedschaft in der KPD war für ihn die logische Konsequenz. Von 1935 (nach anderen Angaben 1936) bis 1938 unterstanden ihm die Planungsaufgaben und die Bauleitung bei der Landessiedlungsgesellschaft Sachsen. Seine politischen Aktivitäten in der Dresdner Widerstandsgruppe mündeten 1938 in eine Hochverratsanklage mit folgender Inhaftierung, die er in verschiedenen Gefängnissen zubrachte, zuletzt im Konzentrationslager Sachsenhausen, wo er unter anderem im Baubüro eingesetzt wurde. Krankheitsbedingt wurde er 1944 entlassen.
Nach dem Krieg litt er weiter unter den Haftfolgen, die noch keine feste Berufsausübung zuließen. Er lebte zunächst bei seinem Vater in Dresden. 1946 kümmerte er sich um die Ausstellung Dresden baut auf. 1948 zog er nach Ost-Berlin. Dort unterstützte er die angelaufenen Gründungsmaßnahmen des Ingenieur-Fachverbandes „Kammer der Technik“. 1949 trat er eine Stelle als Referent für Städtebau am Ministerium für Aufbau der DDR an. Nach drei Jahren wechselte er als Dozent an die Deutsche Bauakademie ins Institut für Städtebau und Architektur, Abteilung Baugeschichte. Die von ihm erarbeitete Broschüre Der Wohnkomplex – Planungselement im Städtebau wurde ab 1954 Planungsgrundlage des Städtebaus der DDR für die nächsten Jahre. 1957 wurde er mit der Leitung des Instituts betraut und 1958 legte er seine Dissertation mit dem Titel Über das deutsche Städtewesen im Frühfeudalismus vor, die ein Jahr später unter leicht geändertem Titel bei Henschel im Buchhandel erschien. Gemeinsam mit dem Schweizer Hans Schmidt begründete er an der Deutschen Bauakademie das Institut für Theorie und Geschichte der Architektur. Ende 1961 wurde das korrespondierende Mitglied der Bauakademie zum Professor berufen.
In den 1960er und 1970er Jahren gab Kurt Langhanns 14 Bände der Schriftenreihe des Instituts für Theorie und Geschichte der Architektur heraus, wirkte am (in der Erstauflage noch fünfbändigen) Lexikon der Kunst des Verlages E. A. Seemann mit und publizierte diverse Aufsätze und Bücher. Sein Schwerpunkt lag auf den im späten 19. und frühen 20. Jahrhundert aufkommenden Wirksamkeiten der Produktivkraftentwicklung und der Arbeiterklasse bezüglich Städtebau und Architektur. Mit Untersuchungen wie Die deutsche Städtebautheorie unter dem Einfluß der Novemberrevolution oder über Die Beziehungen zwischen deutschen und sowjetischen Architekten in den Jahren 1917 bis 1933 pflegte er Beziehungen zur sowjetischen Bautradition.
Mit Bruno Tauts Werk hatte er sich bereits um das Jahr 1950 herum zu beschäftigen begonnen. Nach zwanzigjähriger Forschungsarbeit erschien 1970 die Monografie Bruno Taut. 1880–1938. Die Verlagsangabe, es handele sich dabei um „die erste vollständige Darstellung des Lebenswerkes von Bruno Taut“, traf zu – Junghanns galt seitdem als „Entdecker“ von Bruno Taut. Der Band erschien auch in der Bundesrepublik Deutschland und wurde zudem ins Spanische und Italienische übersetzt. Nach ihm Forschende kontaktierten ihn in der Regel. Er selbst sah sich veranlasst, deren Forschungsergebnisse in einer gegenüber der erweiterten zweiten (1983) nochmals erweiterten dritten Auflage (1998) einfließen zu lassen. Der Verlag E. A. Seemann bat für diese Neuausgabe um einen kommentierenden Zusatz, daher unterscheiden sich die Titel. Junghanns reiste als Taut-Experte auch zu Veranstaltungen ins westliche Ausland, zum Beispiel 1987 zum Bruno-Taut-Kongress nach Mailand.
Kurt Junghanns wurde 1978 emeritiert. An seinem Alterswerk über die Geschichte und Methodik der Fertigbauweise (Das Haus für alle. Zur Geschichte der Vorfertigung in Deutschland) arbeitete er viele Jahre. Der üppig bebilderte Band erschien 1994. Er starb am 2. Dezember 2006 in Berlin. Sein Lebensmittelpunkt war der Stadtteil Pankow. Hier wurde er auch beerdigt. Im Nachruf der Zeitschrift Bauwelt hieß es über das SED-Mitglied: „Ein Wissenschaftlerleben lang hat sich der Marxist eng ökonomischen Deutungen von Baugeschichte widersetzt und gerade die ideellen, geistigen Aspekte betont.“

## Auszeichnungen
- 1968: Vaterländischer Verdienstorden in Silber („in Anerkennung außerordentlicher Verdienste im Kampf gegen den Faschismus und bei der Schaffung und Entwicklung der sozialistischen Gesellschaftsordnung in der DDR“)[12]
- 1973: Vaterländischer Verdienstorden in Gold („in Würdigung außerordentlicher Verdienste beim Aufbau und bei der Entwicklung der sozialistischen Gesellschaftsordnung und der Stärkung der Deutschen Demokratischen Republik“)[13]
- 1978: Ehrenspange zum Vaterländischen Verdienstorden in Gold[14]
- 1980: Nationalpreis der DDR III. Klasse für Wissenschaft und Technik („für die geschlossene Darstellung der Kunstwissenschaft auf marxistisch-leninistischer Basis im Lexikon der Kunst“)[15]
- 1983: Stern der Völkerfreundschaft in Silber („in Würdigung besonderer Verdienste um die Verständigung und die Freundschaft der Völker und um die Erhaltung des Friedens“)[16]
- 1988: Stern der Völkerfreundschaft in Gold[17]

## Werke
- mit Felix Boessler, Ruth Günther: Der Wohnkomplex als Planungselement im Städtebau (= Schriften des Forschungsinstitutes für Städtebau). Henschelverlag, Berlin 1954.
- Die öffentlichen Gebäude im mittelalterlichen deutschen Stadtbild (= Studienmaterial; 1956, Heft 1). Herausgegeben vom Institut für Nachwuchsentwicklung. Henschelverlag, Berlin 1956.
- beteiligt an: Festschrift Dresden 1206–1956. Zur 750-Jahr-Feier der Stadt. Rat der Stadt Dresden (Hrsg.). Verlag der Kunst, Dresden 1956.
- Die deutsche Stadt im Frühfeudalismus (= Schriften des Instituts für Theorie und Geschichte der Baukunst). Henschel, Berlin 1959.
- Andrej V. Bunin: Geschichte des russischen Städtebaues bis zum 19. Jahrhundert (= Schriften des Instituts für Theorie und Geschichte der Baukunst). Übersetzt von Maria Fischer. Bearbeitet von Kurt Junghanns und Lothar Förster. Henschel, Berlin 1961.
- beteiligt an: Festschrift anläßlich des 50jährigen Bestehens der Gartenstadt-Siedlung am Falkenberg und des Volksfestes am Falkenberg. 31. Aug. 1963. 1913–1963. Nationale Front, Berlin 1963.
- beteiligt an: Lexikon der Kunst in fünf Bänden. Architektur, Bildende Kunst, Angewandte Kunst, Industrieformgestaltung, Kunsttheorie. E. A. Seemann, Leipzig 1968–1978.
- Bruno Taut. 1880–1938 (= Schriften des Instituts für Städtebau und Architektur). Henschelverlag Kunst und Gesellschaft, Berlin 1970.
  - Zweite, überarbeitete und erweiterte Auflage 1983.
  - Bruno Taut. 1880–1938. Architektur und sozialer Gedanke. 3., überarbeitete und ergänzte Auflage, E. A. Seemann, Leipzig 1998, ISBN 3-363-00674-8.
- Der Deutsche Werkbund. Sein erstes Jahrzehnt (= Schriften des Instituts für Städtebau und Architektur). Henschelverlag Kunst und Gesellschaft, Berlin 1982.
- Das Haus für alle. Zur Geschichte der Vorfertigung in Deutschland. Ernst & Sohn Verlag für Architektur und technische Wissenschaften, Berlin 1994, ISBN 3-433-01274-1.